# 私が飛行機を嫌いな理由/雪と花火
「私が飛行機を嫌いな理由/雪と花火」（わたしがひこうきをきらいなわけ/ゆきとはなび）は、Bitter & Sweetの8枚目のシングル。2023年7月19日にアップフロントワークス（UP-FRONT WORKSレーベル）から発売された。

## 概要
『恋愛WARS/恋心』以来、8年5か月ぶりのインディーズシングルとしてリリースされた。

## 収録曲
1. 私が飛行機を嫌いな理由
作詞：田﨑あさひ、作曲：川島章裕 / 角田崇徳、編曲：川島章裕
2. 雪と花火
作詞：長谷川萌美、作曲：枝松研一、編曲：川島章裕
3. 私が飛行機を嫌いな理由（Instrumental）
4. 雪と花火（Instrumental）